# Opius hancockanus
Opius hancockanus är en stekelart som beskrevs av Fischer 1964. Opius hancockanus ingår i släktet Opius och familjen bracksteklar. Inga underarter finns listade i Catalogue of Life.